# Regateio

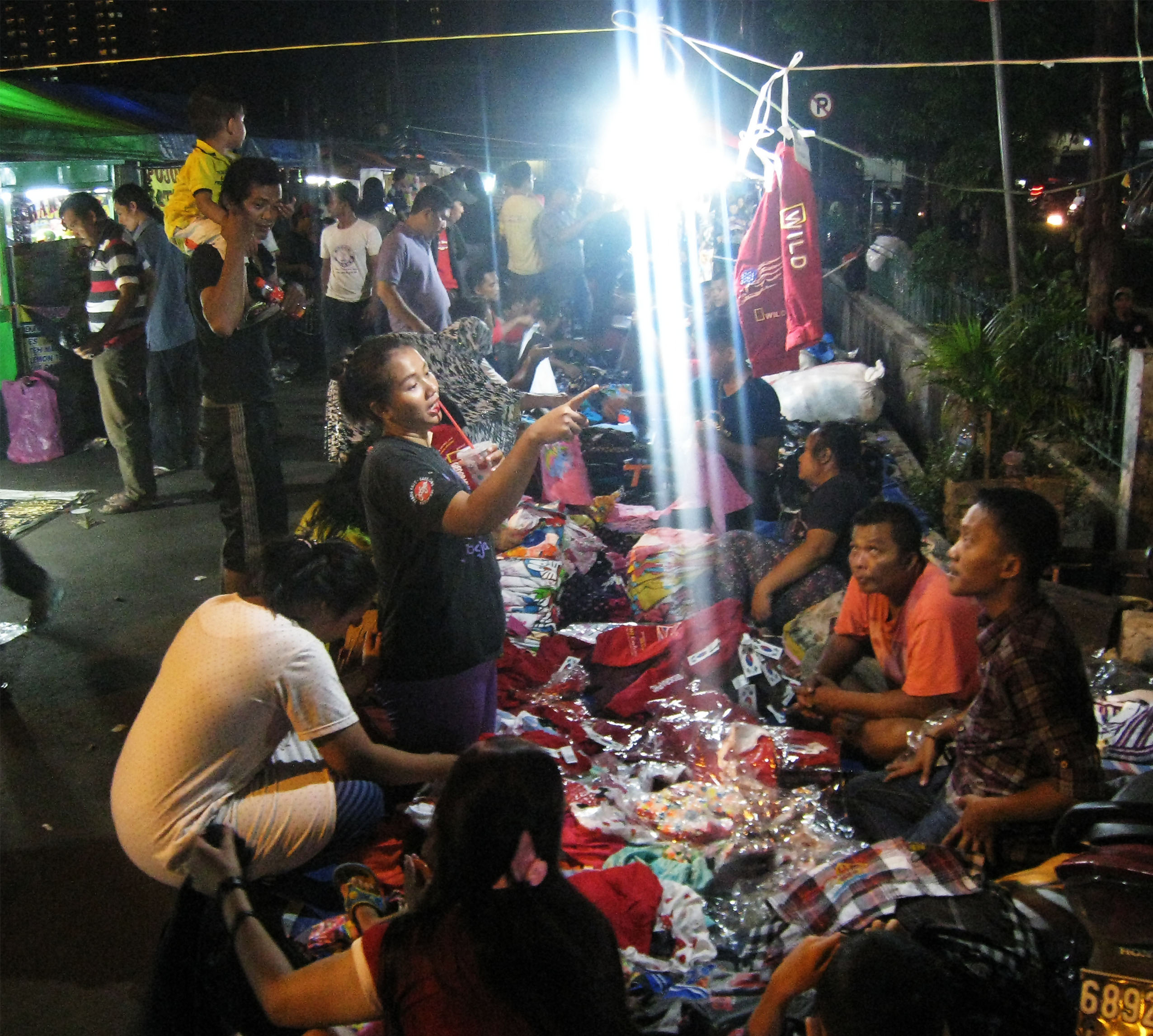
Pessoas negociando em um mercado noturno tradicional da Indonésia em Rawasari, Jacarta Central

Nas ciências sociais, barganha, pechincha (português europeu) ou regateio (português brasileiro) é um tipo de negociação em que o comprador e o vendedor de um bem ou serviço debatem o preço ou a natureza de uma transação. Se a negociação produzir acordo sobre os termos, a transação ocorre.
Embora o aspecto mais aparente da barganha nos mercados seja como uma estratégia de preços alternativa aos preços fixos, ela também pode incluir a realização de acordos de crédito ou compras a granel, além de servir como um importante método de clientelismo.
A barganha desapareceu em grande parte em partes do mundo onde as lojas de varejo com preços fixos são o lugar mais comum para comprar mercadorias. No entanto, para bens caros, como casas, antiguidades e colecionáveis, joias e automóveis, a barganha pode permanecer comum.